# San Lorenzo de Trives
Trives (llamada oficialmente San Lourenzo de Trives) es una parroquia y un lugar del municipio español de Puebla de Trives, en la provincia de Orense, Galicia.

## Toponimia
La parroquia también es conocida por el nombre de San Lorenzo de Trives.

## Organización territorial
La parroquia está formada por seis entidades de población, constando una de ellas en el nomenclátor del Instituto Nacional de Estadística español:
- Cal (A Cal)
- Castrisanto
- Los Fernández (Os Fernández)
- Mormenta (A Regateira)
- Mosteiro
- San Lorenzo (San Lourenzo)

## Demografía
Gráfica demográfica del lugar de San Lorenzo y parroquia de Trives según el INE español:
| Gráfica de evolución demográfica de Trives entre 2000 y 2023 |
|                                                              |
| Datos según el nomenclátor publicado por el INE.             |